# Alchemilla albanica
Alchemilla albanica es una especie de planta del género Alchemilla, perteneciente a la familia Rosaceae.

## Taxonomía
Alchemilla albanica fue descrita por Rothm. en 1938.

## Distribución
Se encuentra en el territorio de Albania.